# 국제보건
국제 보건 (國際保健, Global health)은 세계 수준에서의 사람들의 건강 과제, 혹은 그에 관해 연구하는 공중위생, 역학, 의학, 간호학, 인류학, 개발 경제학, 정치학, 사회학 등의 복합적인 학문 영역을 가리킨다. 국제 보건학 (國際保健學), 국제 보건의료학 (國際保健醫療學)이라고도 불린다.
원래는 열대의학과 동일하게 연구됐다. 그러나 열대 지역에 개발도상국이 많아, 열대의학으로 발전·형성된 개발도상국의 질병을 취급하는 학문 분야의 하나가 종래의 국제 보건 (International Health)이다. 열대의학적인 측면 외, 의료 인류학, 국제 협력 학문적인 측면을 가지고 있다. 근년은 게다가 세계화나 기후 변화 등의 국가의 테두리를 넘는 요인과 복잡하게 얽히고 있어 국가간 (International)의 관심이나 물건의 견해를 넘는 지구 규모 (Global)의 과제라는 인식에서, 근년 영어 그대로의 표현으로 세계 보건이라는 용어가 이용되는 일이 많아졌다.
재단법인 에이즈 예방 재단은 '전세계적인 입장에서 보았을 경우에, 건강 수준, 보건의료에 볼 수 있는 나라, 지역별인 차이나 격차가 어느 정도 이상이면 용인하기 어렵다고 생각하는지, 그러한 차이나 격차가 생겼던 것에는 어떠한 요인이 관련하고 있는지, 한층 더 그것을 용인할 수 있는 정도로까지 개선하려면 어떠한 방책이 있는지를 연구해, 해명하는 학문'이라고 했다.

## 역사

### 식민지주의와 열대의학의 발흥
국제 보건의 기원은 유럽의 산업혁명, 그에 계속되는 식민지주의의 시대에 거슬러 올라간다.
19세기의 개발도상국에서 보건의료의 담당자로서 선주민의 사회에 받아 들여지고 있던 것은 주술의나 약초사 등 전통 의학을 구사하는 치료사 (힐러)였다. 또, 식민지에 식민 된 유럽인에는 의학에 근거하는 보건의료가 공급되고 있었다. 이러한 시대의 공중위생은 말라리아 등의 유럽인이 걸리는 병에 싸우기 위해, 혹은, 노동자의 건강의 유지에 의한 이윤의 확보를 목적으로 시작됐다. 이것이 열대지역 특유의 질병에 대한 의학이며 국제 보건의 원점인 열대의학 (Tropical Medicine)이다.
식민지 시대에 개발된 보건의료의 시스템은 대부분이 종주국의 시스템을 모델로서 만들어져 서양인이 대부분 사는 대도시를 중심으로 고비용의 첨단 의료가 반입되었다. 피지배층에 대한 공적인 보건의료는 조금 존재했지만, 지극히 허술하고 도시지역 중심의 것이었다. 농촌 지역이나 도시지역의 슬램의 사람들의 요구는 전통적인 보건의료에 의해 일부가 채워지든가, 혹은 거의 무시되어 그 상황은 20세기 중순까지 변화하지 않았다.

### 병원 중심 모형의 시대
제2차 세계대전 후의 1950~60년대, 아프리카, 아시아의 대부분의 나라들이 식민지 지배로부터 독립했다. 구식민지의 나라들의 상당수는 적절한 보건의료 계획이 필요하게 되는 지역까지 넓히려고, 농촌 지역에서의 질병의 예방을 중시했지만, 대부분의 국제 원조 기관은 도시지역에서의 치료에 투자를 계속했다. 일부의 나라에서는 도시지역의 고도 의료 시설의 유지를 위해서, 보건의료 예산의 반 이상을 소비하고 있었다. 구미에서 트레이닝을 받은 의사들의 상당수는 부유층의 건강 과제에 초점을 맞추어 대다수의 빈곤층의 건강 과제를 계속 무시했다.
이 시대, 공중위생에서 가장 의미가 있던 발전은 히토시 의사나 보건 보조원 (헬스 어시스턴트)이 있는 보건 센터의 탄생일 것이다. 인도 보아 커미션에 의해 추진된 이 접근은 '기본 건강 관리 접근 (Basic Health Care Approach; BHCA)'으로서 알려진다.
또, 이 시대에 개시된 공중위생 캠페인으로서 중요한 것은 천연두나 말라리아 등의 감염증 박멸 캠페인이다. 1958년 세계 보건기구 총회에서 '세계 천연두 근절 계획'이 가결되어천연두 근절 계획이 시작되었다. 이 계획은 1980년의 근절 선언으로 결실을 봐, 국제 보건의 역사에서의 훌륭한 성과의 하나가 됐다.

### 풀뿌리 활동의 확대
1960년대 말에서 1970년대 초에 걸쳐, 보건이나 개발 전문가 등은 건강의 사회적, 경제적인 측면으로 주목하게 되었다. 건강은 기본적 인권의 하나라는 생각이 퍼지는 것에 따라 BHCA를 나라의 보건 서비스에 도입하는 것이 국제적으로 지지를 받기 시작하게 되었다. 지금까지 병원 중심 접근이 주 원조 기관도 지역 보건 프로그램을 중시하게 되었다. 1970년대, BHCA에 의해서 도상국의 농촌 지방의 건강 관리 서비스에의 입장은 서서히 개선되기 시작해 '지역주민주체 건강 관리 (Community-based Health Care; CBHC)'라는 생각이 태어났다. CBHC의 접근으로의 열쇠가 되는 액터는 커뮤니티 헬스 워커였다. 그들은 각각의 커뮤니티 중에서 선출돼 사람들의 요구에 답해 건강 과제를 해결하는 역할을 담당했다. 자립, 저비용, 건강 교육, 예방, 지역 자원의 활용, 지역 주민의 관여의 관점이 중시되었다. 이러한 주민참가형의 풀뿌리 활동은 비정부 조직 등에 의해 많은 지역에서 전개되어 주민의 조직화나 권한 부여에 연결되었다.

### 알마 아타 선언과 1차보건의료(PHC: Primary Health Care)
이러한 풀뿌리형의 활동의 성공은 종래의 병원 중심 모델의 실망적인 결과와는 대조적이었다. 개발이나 보건의 전문가는 이러한 지역사회기반 보건 프로그램(Community-based Health Program; CBHP)을 국가의 보건의료 서비스에 적용하는 것을 생각하게 되었다. 이러한 흐름 아래에서, 1978년, 카자흐스탄의 알마 아타 (현 아르마티)에서 개최된 WHO, UNICEF의 합동 회의에서, 그 후의 보건의료 정책의 기초가 되는 역사적인 선언 '알마 아타 선언 (Alma Ata Declaration)'이 결의되었다. 이 회의에서 당시의 WHO 사무국장 마라 박사는 다음과 같이 연설을 실시했다.
세계의 건강 자원의 상당수는 소수가 한정된 사람들에게의 서비스와 거기에 필요한 의학, 의료의 연구 개발로 향해지고 있어 대다수는 이 혜택의 밖에서 날마다 여러 가지 병으로 괴로워하고 있다. … 세계에는 기본적 건강 관리 서비스조차 받을 수 없는 사람들이 수십억 명 있어 보건의료는 이러한 사람들이 건강을 개선해, 생산적인 생활을 보낼 수 있도록 하는 것을 제일로 추구해야 한다.
그것을 위한 방책으로서 '주요 건강 관리: 1차보건의료 (Primary Health Care; PHC)'를 제창해, 사회 생활에서의 건강의 중요성과 그것을 실현하기 위한 사회시스템의 구축을 요구했다. 주요 건강 관리 전략은 그 후, 1986년에 건강증진에 관한 오타와 헌장에 의해서 'Health for All by the Year 2000 and beyond'를 위한 구체적 행동 계획으로 정리했다.

### 포괄적 PHC와 선택적 PHC
건강 관리 서비스는 인간의 생존에서 필요 불가결한 것이지만, 나라의 경제, 정치, 사회에 의해서 국민의 요구도 서비스 시스템도 다르다. 이러한 안으로, PHC가 사정이 다른 나라들에 어떻게 받아 들여지는지, 알마 아타 선언 의결 당초부터 많은 염려나 비판이 나왔다. 또 PHC를 주도하는 사람들의 사이에서도, 여러 가지 방법이 전개되게 되었다. 그 중에서도, 그 후의 보건 개발 전략의 주류를 이루게 된 것은 월시와 월렌에 의한 '선택적 PHC (Selective Primary Health Care)'이다.
그들은 알마 아타 선언으로 주창된 PHC를 포괄적 PHC라고 불러 구별해, 포괄적 PHC의 달성에는 긴 세월이 걸리기 때문에, 그것을 실현하기 위한 중간적인 방법으로서 특정 목표를 설정할 필요가 있다고 하여, 선택적 PHC를 제창했다. 예를 들면 확대 예방 접종 계획 (EPI) 등이 그 범주에 들어간다.
선택적 PHC의 생각은 원조 실시 기관에서는 효율성과 값, 평가의 용이함, 효과의 눈에 보이기 쉬움 등의 관점에서 매력적이며, 많은 기부자에게 받아들여져 복수의 선택적 PHC를 패키지화해 제공하는 수법이 일반화해 갔다.
한 편, 선택적 PHC는 반대로 포괄적 PHC의 지지자에게도 비판을 받고 있다. 비판의 요점은 다음과 같은 점에 집약할 수 있다.
- 톱 다운형의 접근에 가까워, 알마 아타 선언의 이념인 주민참가형의 보텀 업형 접근에는 거리가 멀다.
- 성과는 보이기 쉽지만, 결국은 일시적인 성과에 머물러, 지속 가능하지 않다.
- 기부자에 영합한 방법론이 되기 쉽고, PHC라도 결과적으로 의료적인 접근으로 돌아와 버릴 가능성이 있다.

## 현재

### 발전
그 앞으로 1990년대에 들어가면, 동서냉전이 종결해, 세계에는 사람, 물건, 서비스, 돈이 국경을 넘어 왕래하는 세계화의 물결이 단번에 밀려 들었다. 신자유주의적인 워싱턴 합의에 근거하는 세계화의 진행은 결과적으로 부의 편재를 불러, 국가간, 국내의 경제적 격차의 확대를 낳았다. 도상국의 보건의료 인재가 국외에 유출하는 두뇌 유출도 큰 과제로서 평판되게 되어, SARS나 H5N1 플루 등의 신흥·재흥 감염증이 용이하게 국경을 넘어 퍼지는 위험이 증대했다. 또, 기후 변화에 의해, 한발이나 홍수가 빈발하거나 지구 온난화에 수반하는 질병 구조의 변화가 일어났다. 이러한 국경의 테두리를 넘은 건강 과제는 이미 지금까지의 '국제 보건'의 골조, 즉 '풍부한 나라가 궁핍한 나라를 지원한다'라는 구조로는 대응할 수 없는 것이 됐다. 2000년대에 들어가, 이러한 변화에 대응할 수 있는 새로운 패러다임으로서 '국제 보건(Global Health)'이 제창되게 됐다.

### 천년 개발 목표와 국제 보건의 확대
2000년 9월 뉴욕에서 개최된 유엔 천년 정상회담에 참가한 189의 가맹국은 21세기의 국제사회의 목표로서 유엔 천년 선언을 채택했다. 이 선언으로는 평화와 안전, 개발과 빈곤, 환경, 인권과 굿 통치 (좋은 통치), 아프리카의 특별한 요구 등을 과제로서 내걸어 21세기의 유엔의 역할에 관한 명확한 방향성을 제시했다. 밀레니엄 개발 목표 (Millennium Development Goals: MDGs)는 이 유엔 천년 선언과 1990년대에 개최된 주요한 국제 회의나 정상회담에서 채택된 국제 개발 목표를 통합해, 하나의 공통의 골조로 해서 정리한 것이다. MDGs는 2015년까지 달성해야 할 8개의 목표를 내걸고 있어 각각의 골에는 구체적인 목표와 수치목표가 정해져 있다.
MDGs로는 국제 보건이 지극히 중요한 과제로서 자리매김되고 있어 8항목 중계의 3항목이 직접적으로 국제 보건에 관련한다. (보건 관련 MDG)
- 골4:유아 사망률의 삭감
- 골5:임산부의 건강의 개선
- 골 6:HIV/에이즈, 말라리아, 그 외의 질병의 만연의 방지

147개국의 국가원수를 포함한 189개국이 참가한 이 정상회담은 사상 최대의 규모이며, 천년 선언은 지극히 높은 레벨의 정치적 약속이다. 그 때문에, 현재의 국제 보건의 대처의 상당수는 이 MDGs를 달성하는 목적으로 행해지고 있다.
MDGs에 의해 국제 보건의 우선순위가 매우 높게 설정된 이후, 여러 가지 분야로부터 국제 보건에의 자금의 유입이 일어나고 있다. 각국의 정부개발원조에 차지하는 국제 보건 관련의 지출도 증가하고 있는 것 외에 민간 재단에 의한 출자도 활발해지고 있다. 세계 건강을 중심으로 자금을 거출하고 있는 재단으로서는 마이크로소프트 전 회장 빌 게이츠에 의한 세계 최대의 자선 기금 단체 빌 & 멀린다 게이츠 재단 (B&MGF)이나, 전 미국 대통령 빌 클린턴에 의한 클린턴 재단 등이 있다. 이러한 민간에 의한 새로운 자금 조달 방법의 출현은 지금까지의 ODA를 중심으로 한 범위로부터 큰 패러다임의 변화를 일으키고 있다.
예를 들면, 민간 재단이나 정부, 기업, 개인이 출자하는 세계 에이즈·결핵·말라리아 대책 기금 (GFATM)이나, GAVI 얼라이언스 등, 새로운 자금 창출 메커니즘을 가지는 기금도 태어나고 있어 민간, NGO, 국제기관, 정부의 원조 기관 등이 공동으로 파트너십을 형성하는 경우 (예를 들면, The Partnership for Maternal Newborn and Child Health)도 많아지고 있다.

### 수직형 접근과 수평형 접근
이와 같이 국제 보건에는 현재 전에 없는 규모의 자금이 모여, MDGs의 달성을 향해서 노력하게 되지만, 한편, MDGs에 의해서 특정의 대처를 대상으로 거액의 자금이 흐르는 것에 의한 폐해도 지적되게 되었다.
2007년 1월·2월호의 포린 아페아즈에 게재된 로리 개럿에 의한 논문 'The Challenge of Global Health'은 특정의 질환에 주력 한 수직적 프로그램 (vertical program, 즉 선택적 PHC)에 고액의 자금이 투입되는 것으로 인재의 이동이 일어나, 기초적인 공중위생을 담당하는 우수한 인재가 결핍하는 상황을 부르고 있는 것을 지적했다.
이 논문의 발표 이후, 지금까지 적극적으로 행해져 온 수직적 접근의 본연의 자세를 재검토하는 움직임이 활발해져, 감염증 대책이나 예방 접종이라는 수직적 프로그램을 보건 시스템의 강화라는 수평적 프로그램 (horizontal program)으로 통합해 나가는 필요성이 논해지게 되었다.
알마 아타 선언으로부터 30년, 다시 선택적 PHC와 포괄적 PHC의 본연의 자세를 둘러싼 논의가 활발해지고 있다.

## 관련된 학문 영역
- 공중위생
- 열대의학
- 위생
- 역학
- 개발 경제학
- 의료 인류학
- 의료 경제학
- 사회 보장
- 인구통계학
- 국제 정치학
- 사회학
- 의학 /간호학 /보건학 /약학 /영양학
- 평가 연구
- IEC (Information, Education, Communication)
- 프로젝트·매니지먼트

## 대상으로 하는 주된 과제
- 주요 건강 관리
- 보건 시스템의 개선
- 3대감염증 대책 (HIV / 에이즈, 결핵, 말라리아)
- 글로벌 공중위생 안전 보장 / Global Public Health Security (신흥 감염증, 생물전 등)
- 기후 변화와 건강
- 모자 보건 / 생식 건강
- 영양 (저영양, 미량 원소 결핍 등)
- 기생충 감염증 대책
- 담배 규제/Global Tabacco Control
- 생활습관병 대책/Non-communicable disease control
- 건강의 사회적 결정 요인 / 사회역학
- 인구 이동 (이주)과 건강 / 재일 외국인의 건강
- 국제 긴급 원조
- 여행 의학 / 도항 의학
- 정신건강
- 직업안전건강

## 관련 조직
- 세계 보건기구
- 국립 국제 의료 연구 센터
  - 대학원
    - 존스홉킨스 대학 블룸버그 보건대학원 국제보건, 역학, 보건통계, 인구학, 보건영양, 정신보건, 보건정책 및 관리 https://www.jhsph.edu/
    - 하버드 대학 TH Chan 보건대학원 보건분야 전반 및 국제보건 https://www.hsph.harvard.edu/
    - 런던대학 보건대학원 열대의학과 보건분야 전반 및 국제보건 http://www.lshtm.ac.uk/
    - 리버풀 대학 보건대학원 열대의학과 보건분야 전반 및 국제보건 http://www.lstmed.ac.uk/
    - 나가사키 대학 열대 의학 연구소 국제 보건학 분야
    - 도호쿠 대학 대학원 의학계 연구과 국제 보건학 분야
    - 도쿄대학 대학원 의학계 연구과 국제 보건학 전공 http://www.sih.m.u-tokyo.ac.jp
    - 도쿄 의과치과대학 대학원의 치학 종합 연구과 환경 사회의 치학계 국제 건강 개발학 강좌 건강 추진 의학 분야/국제 보건의료 협력학 분야
    - 나고야 대학 대학원 의학계 연구과 건강 사회의학 전공 국제 보건의료학
    - 교토 대학 대학원 의학 연구과 사회 건강 의학계 전공 사회역학 분야
    - 고베 대학 대학원 의학계 연구과 국제 환경 의학 강좌 국제 보건학 분야
    - 홋카이도 대학 대학원 의학 연구과 사회의학 전공 예방 의학 강좌 국제 보건 의학 분야 https://web.archive.org/web/20150402233917/http://ghe.med.hokudai.ac.jp/